# Kadambari
Kādambari est un roman romantique en sanskrit. Il est essentiellement composé par Bāṇabhaṭṭa dans la première moitié du VIIe siècle, qui ne survi pas pour le finir. Il est ensuite complété par son fils, Bhushanabhatta, selon le plan établi par son défunt père. Il est classiquement divisé en Purvabhaga (partie antérieure) écrite par Banabhatta et Uttarabhaga (dernière partie) par Bhushanabhatta.
Les éditions standard du texte sanskrit original traduit en anglais sont de Peterson et Kane. 
Ce roman possède une intrigue extrêmement complexe. Son fil conducteur est celui d'un attachement romantique (et d'une éventuelle union) entre le héros Chandrapeeda et l'héroïne Kadambari. Cependant, il existe plusieurs sous-intrigues concurrentes, l'héroïne n'apparaissant qu'après la moitié du roman. Beaucoup de personnages apparaissent dans de multiples incarnations, certains en tant qu'humains et certains en tant que demi-dieux ou animaux. La narration se déroule dans une succession de cadres imbriqués.
L'intrigue est probablement adaptée de l'histoire du roi Sumanas de Brihatkatha par Gunâdhya (une collection d'histoires dans la langue morte prâkrit). Cette histoire apparaît également dans Kathâsaritsâgara de Somadeva.
Cet ouvrage peut être vraisemblablement considéré comme l'un des premiers romans au monde, en tenant dûment compte des ambiguïtés d’une telle classification. Cela est par exemple incarné dans le fait que les deux langues indiennes modernes (kannada et marathi) utilisent «kadambari» comme terme générique pour désigner une romance ou le genre du roman.
Outre les Kadambari, Banabhatta est également l'auteur de Harshacharita, une biographie de son roi et protecteur Harshavardhana. C'est cette circonstance qui permet de dater l'auteur avec un degré raisonnable de certitude.